# MTV Europe Music Awards
De MTV Europe Music Awards werden voor het eerst gehouden in 1994 door MTV Europe. Ze worden uitgereikt aan de beste videoclips die gemaakt werden in het betreffende jaar. In het begin waren de prijzen een alternatief voor de Amerikaanse MTV Video Music Awards en nu worden ze gegeven aan artiesten die door Europa worden beschouwd als de beste in de muziekwereld. In tegenstelling tot de VMA's wordt er voor de EMA's ook door het publiek gekozen.

## Historie
De MTV EMA's worden altijd in een andere gaststad uitgereikt. Het Verenigd Koninkrijk was met zes edities het vaakst gastland geweest voor de MTV EMA's, gevolgd door Duitsland (vijf edities) en Spanje (vier edities). De eerste editie in 1994 kende een legendarische locatie: de Berlijnse Brandenburger Tor. Sterren verdrongen elkaar voor een plek op het podium. Onder andere Prince, Roxette en Aerosmith traden op. Een jaar later nam Bono van U2 in Parijs de Franse president Jacques Chirac onder vuur: "What a wanker you have for a president".
De prijzen worden jaarlijks uitgereikt in november en de show wordt live uitgezonden door MTV Europe, MTV en de meeste internationale MTV-zenders.
De MTV EMA's worden vaak bekritiseerd als te Amerikaans en het niet-weerspiegelen van Europa's favorieten. De populariteit van de show wordt langzaam iets minder. De laatste jaren proberen de organisatoren van de prijzen de show weer een meer Europees tintje te geven.
In 2019 werd voor de eerste keer gekozen om de show in het voorgaande gastland te presenteren. Sevilla volgde op de voorgaande editie van 2018 in Bilbao. Hiermee was Spanje het eerste land dat de MTV EMA twee achtereenvolgende keren mocht presenteren. 
In 2020 werden de awards niet uitgereikt vanwege de coronapandemie die dat jaar uitbrak. Hierdoor konden veel artiesten niet optreden, waardoor het niet mogelijk was om de prijzen uit te reiken.
In 2023 werden de awards niet live uitgereikt. De show rond de uitreiking werd dat jaar afgelast vanwege de oorlog tussen Israël en Hamas. Men vond een wereldwijde viering vanwege de vele slachtoffers niet gepast. De show zou dat jaar op 5 november plaatsvinden in Parijs. Als alternatief werden op die dag rond de awards van tevoren opgenomen komische speeches en komische stukjes uitgezonden. Hiermee was dit de eerste keer dat de awards niet live werden uitgereikt.
Paramount Global heeft onlangs de annulering aangekondigd van verschillende evenementen voor 2025, waaronder de MTV Europe Music Awards (MTV EMA's).

## MTV EMA's gaststeden
- 1994 -  Berlijn (presentator: Tom Jones)
- 1995 -  Parijs (presentator: Jean Paul Gaultier)
- 1996 -  Londen (presentator: Robbie Williams)
- 1997 -  Rotterdam (presentator: Ronan Keating)
- 1998 -  Milaan (presentatrice: Jenny McCarthy)
- 1999 -  Dublin (presentator: Ronan Keating)
- 2000 -  Stockholm (presentator: Wyclef Jean)
- 2001 -  Frankfurt (presentator: Ali G)
- 2002 -  Barcelona (presentator: Sean Combs)
- 2003 -  Edinburgh (presentatrice: Christina Aguilera)
- 2004 -  Rome (presentator: Xzibit)
- 2005 -  Lissabon (presentator: Borat)
- 2006 -  Kopenhagen (presentator: Justin Timberlake)
- 2007 -  München (presentator: Snoop Dogg)
- 2008 -  Liverpool (presentatrice: Katy Perry)
- 2009 -  Berlijn (presentatrice: Katy Perry)
- 2010 -  Madrid (presentatrice: Eva Longoria)
- 2011 -  Belfast (presentatrice: Selena Gomez)
- 2012 -  Frankfurt (presentatrice: Heidi Klum)
- 2013 -  Amsterdam (presentator: Redfoo van LMFAO)
- 2014 -  Glasgow (presentatrice: Nicki Minaj)
- 2015 -  Milaan (presentatie: Ed Sheeran en Ruby Rose)
- 2016 -  Rotterdam (presentatrice: Bebe Rexha)
- 2017 -  Londen (presentatrice: Rita Ora)
- 2018 -  Bilbao (presentatrice: Hailee Steinfeld)
- 2019 -  Sevilla (presentatrice: Becky G)
- 2020 - Gecanceld vanwege Covid pandemie
- 2021 -  Boedapest (presentatrice: Saweetie)
- 2022 -  Düsseldorf (presentatie: Rita Ora en Taika Waititi)
- 2023 - Gecanceld vanwege de oorlog tussen Israël en Hamas. Was oorspronkelijk gepland in   Parijs
- 2024 - 🇬🇧 Manchester (presentie: Rita Ora )
- 2025 - Gecanceld

## Prijswinnaars

### 1994
- Beste Mannelijke Artiest: Bryan Adams
- Beste Vrouwelijke Artiest: Mariah Carey
- Beste Groep: Take That
- Beste Rock: Aerosmith
- Beste Dance: The Prodigy
- Beste Nummer: Youssou N'Dour & Neneh Cherry "7 Seconds"
- Beste Regisseur: Mark Pellington - Whale's "Hobo Humpin' Slobo Babe"
- Beste Cover Nummer: Gun "Word Up"
- Beste Doorbraak Artiest/Groep: Crash Test Dummies
- Free Your Mind Award: Amnesty International

### 1995
- Beste Mannelijke Artiest: Michael Jackson
- Beste Vrouwelijke Artiest: Björk
- Beste Groep: U2
- Beste Rock: Bon Jovi
- Beste Dance: East 17
- Beste Live Act: Take That
- Beste Nummer: The Cranberries "Zombie"
- Beste Regisseur: Michel Gondry - Massive Attack's "Protection"
- Beste Doorbraak Artiest/Groep: Dog Eat Dog
- Free Your Mind Award: Greenpeace

### 1996
- Beste Mannelijke Artiest: George Michael
- Beste Vrouwelijke Artiest: Alanis Morissette
- Beste Groep: Oasis
- Beste Rock: The Smashing Pumpkins
- Beste Dance: The Prodigy
- Beste Nummer: Oasis "Wonderwall"
- "MTV Amour": Backstreet Boys "Get Down"
- Beste Doorbraak Artiest/Groep: Garbage
- Free Your Mind Award: The Buddies & Carers of Europe

### 1997
- Beste Mannelijke Artiest: Jon Bon Jovi
- Beste Vrouwelijke Artiest: Janet Jackson
- Beste Groep: Spice Girls
- Beste Rock: Oasis
- Beste R&B: Blackstreet
- Beste Rap: Will Smith
- Beste Alternatieve Muziek: The Prodigy
- Beste Dance: The Prodigy
- Beste Video: The Prodigy - "Breathe"
- Beste Live Act: U2
- Beste Nummer: Hanson "MMMBop"
- "MTV Select": Backstreet Boys - "As Long As you Love Me"
- Beste Doorbraak Artiest/Groep: Hanson
- Free Your Mind Award: Landmine Survivors Network

### 1998
- Beste Mannelijke Artiest: Robbie Williams
- Beste Vrouwelijke Artiest: Madonna
- Beste Groep: Spice Girls
- Beste Pop: Spice Girls
- Beste Rock: Aerosmith
- Beste Rap: Beastie Boys
- Beste Dance: The Prodigy
- Beste Nummer: Natalie Imbruglia "Torn"
- Beste Video: Massive Attack "Tear Drop"
- Beste Album: Madonna "Ray of Light"
- Beste Doorbraak Artiest/Groep: All Saints
- Free Your Mind Award: B92 (Onafhankelijk Servisch radiostation)
- Beste Duitse Act: Thomas D & Franka Potente
- Beste Scandinavische Act: Eagle-Eye Cherry
- Beste Zuid-Europese Act: Bluvertigo
- Beste Britse en Ierse Act: 5ive

### 1999
- Beste Mannelijke Artiest: Will Smith
- Beste Vrouwelijke Artiest: Britney Spears
- Beste Groep: Backstreet Boys
- Beste Pop: Britney Spears
- Beste Rock: The Offspring
- Beste R&B: Whitney Houston
- Beste Hip-Hop: Eminem
- Beste Dance: Fatboy Slim
- Beste Nummer: Britney Spears "Baby One More Time"
- Beste Video: Blur "Coffee and TV"
- Beste Album: Boyzone "By Request"
- Beste Doorbraak Artiest/Groep: Britney Spears
- Free Your Mind Award: Bono
- Beste Duitse Act: Xavier Naidoo
- Beste Britse en Ierse Act: Boyzone (Daily Edition)
- Beste Scandinavische Act: Lene Marlin
- Beste Italiaanse Act: Elio e le Storie Tese

### 2000
- Beste Mannelijke Artiest: Ricky Martin
- Beste Vrouwelijke Artiest: Madonna
- Beste Groep: Backstreet Boys
- Beste Pop: All Saints
- Beste Rock: Red Hot Chili Peppers
- Beste R&B: Jennifer Lopez
- Beste Hip-Hop: Eminem
- Beste Dance: Madonna
- Beste Nummer: Robbie Williams - "Rock DJ"
- Beste Video: Moby - "Natural Blues" (Regisseur: David La Chapelle)
- Beste Album: Eminem - "The Marshall Mathers LP"
- Beste Nieuwe Artiest/Groep: Blink 182
- Free Your Mind Award: Otpor
- Beste Nederlandse Act: Kane
- Beste Franse Act: Modjo
- Beste Duitse Act: Guano Apes
- Beste Italiaanse Act: Subsonica
- Beste Scandinavische Act: Bomfunk MC's
- Beste Poolse Act: Kazik
- Beste Spaanse Act: Dover
- Beste Britse en Ierse Act: Westlife

### 2001
- Beste Mannelijke Artiest: Robbie Williams
- Beste Vrouwelijke Artiest: Jennifer Lopez
- Beste Groep: Limp Bizkit
- Beste Pop: Anastacia
- Beste Rock: Blink 182
- Beste R&B: Craig David
- Beste Hip-Hop: Eminem
- Beste Dance: Gorillaz
- "The Web Award": Limp Bizkit "www.limpbizkit.com"
- Beste Nummer: Gorillaz "Clint Eastwood"
- Beste Video: Avalanches "Since I Left You" (Regisseur: Rob Legatt & Leigh Marling, Blue Source)
- Beste Album: Limp Bizkit "Chocolate Starfish And The Hot Dog Flavored Water"
- Beste Nieuwe Artiest/Groep: Dido
- Free Your Mind Award: Treatment Action Campaign (TAC)
- Beste Nederlandse Act: Kane
- Beste Franse Act: Manu Chao
- Beste Duitse Act: Samy Deluxe
- Beste Italiaanse Act: Elisa
- Beste Scandinavische Act: Safri Duo
- Beste Poolse Act: Kasia Kowalska
- Beste Russische Act: Alsou
- Beste Spaanse Act: La Oreja de Van Gogh
- Beste Britse en Ierse Act: Craig David

### 2002
- Beste Mannelijke Artiest: Eminem
- Beste Vrouwelijke Artiest: Jennifer Lopez
- Beste Groep: Linkin Park
- Beste Pop: Kylie Minogue
- Beste Rock: Red Hot Chili Peppers
- Beste Hard Rock: Linkin Park
- Beste R&B: Alicia Keys
- Beste Hip-Hop: Eminem
- Beste Dance: Kylie Minogue
- Beste Live Act: Red Hot Chili Peppers
- "The Web Award": Moby "www.moby.com"
- Beste Nummer: P!nk "Get the Party Started"
- Beste Video: Röyksopp "Remind Me"
- Beste Album: Eminem "The Eminem Show"
- Beste Nieuwe Artiest/Groep: The Calling
- Free Your Mind Award: Footballers Against Racism in Europe (Fare)
- Beste Nederlandse Act: Brainpower
- Beste Franse Act: Indochine
- Beste Duitse Act: Xavier Naidoo
- Beste Italiaanse Act: Subsonica
- Beste Scandinavische Act: Kent
- Beste Poolse Act: Myslovitz
- Beste Portugese Act: Blind Zero
- Beste Roemeense Act: Animal X
- Beste Russische Act: Diskoteka Avariya
- Beste Spaanse Act: Amaral
- Beste Britse en Ierse Act: Coldplay

### 2003
- Beste Mannelijke Artiest: Justin Timberlake
- Beste Vrouwelijke Artiest: Christina Aguilera
- Beste Groep: Coldplay
- Beste Pop: Justin Timberlake
- Beste Rock: The White Stripes
- Beste R&B: Beyoncé
- Beste Hip-Hop: Eminem
- Beste Dance: Panjabi MC
- "The Web Award": Goldfrapp
- Beste Nummer: Beyoncé samen met Jay-Z "Crazy In Love"
- Beste Video: Sigur Rós "Untitled #1 (a.k.a. "Vaka")"
- Beste Album: Justin Timberlake "Justified"
- Beste Nieuwe Artiest/Groep: Sean Paul
- Free Your Mind Award: Aung San Suu Kyi (Politics)
- Beste Nederlandse Act: Tiesto
- Beste Franse Act: Kyo
- Beste Duitse Act: Die Ärzte
- Beste Italiaanse Act: Gemelli Diversi
- Beste Scandinavische Act: The Rasmus
- Beste Poolse Act: Myslovitz
- Beste Portugese Act: Blind Zero
- Beste Roemeense Act: AB4
- Beste Russische Act: Glucoza
- Beste Spaanse Act: El Canto del Loco
- Best MTV2 Act - Verenigd Koninkrijk en Ierland: The Darkness

### 2004
- Beste Mannelijke Artiest: Usher
- Beste Vrouwelijke Artiest: Britney Spears
- Beste Groep: Outkast
- Beste Pop: Black Eyed Peas
- Beste Rock: Linkin Park
- Beste R&B: Alicia Keys
- Beste Hip-Hop: D12
- Beste Alternatieve Artiest/Groep: Muse
- Beste Nummer: Outkast "Hey Ya!"
- Beste Video: Outkast "Hey Ya!"
- Beste Album: Usher "Confessions"
- Beste Nieuwe Artiest/Groep: Maroon 5
- Free Your Mind Award: La Strada
- Beste Nederlandse en Belgische Act: Kane
- Beste Franse Act: Jenifer
- Beste Duitse Act: Beatsteaks
- Beste Italiaanse Act: Tiziano Ferro
- Beste Scandinavische Act: The Hives
- Beste Poolse Act: Sistars
- Beste Portugese Act: Da Weasel
- Beste Roemeense Act: Ombladon featuring Raku
- Beste Russische Act: Zveri
- Beste Spaanse Act: Enrique Bunbury
- Best MTV2 Act - Verenigd Koninkrijk en Ierland: Muse

### 2005
- Beste Mannelijke Artiest: Robbie Williams
- Beste Vrouwelijke Artiest: Shakira
- Beste Groep: Gorillaz
- Beste Pop: Black Eyed Peas
- Beste Rock: Green Day
- Beste R&B: Alicia Keys
- Beste Hip-Hop: Snoop Dogg
- Beste Alternatieve Artiest/Groep: System Of A Down
- Beste Nummer: Coldplay "Speed of Sound"
- Beste Video: The Chemical Brothers "Believe"
- Beste Album: Green Day "American Idiot"
- Beste Nieuwe Artiest/Groep: James Blunt
- Free Your Mind Award: Bob Geldof
- Beste Afrikaanse Act: 2 face Idibia
- Beste Deense Act: Mew
- Beste Nederlandse en Belgische Act: Anouk
- Beste Finse Act: The Rasmus
- Beste Franse Act: Superbus
- Beste Duitse Act: Rammstein
- Beste Italiaanse Act: Negramaro
- Beste Noorse Act: Turbonegro
- Beste Poolse Act: Sistars
- Beste Portugese Act: The Gift
- Beste Spaanse Act: El Canto del Loco
- Beste Zweedse Act: Moneybrother
- Beste Roemeense Act: Voltaj
- Beste Russische Act: Dima Bilan
- Beste Britse en Ierse Act: Coldplay

### 2006
- Beste Mannelijke artiest: Justin Timberlake
- Beste Vrouwelijke artiest: Christina Aguilera
- Beste Groep: Depeche Mode
- Beste Pop: Justin Timberlake
- Beste Rock: The Killers
- Beste R&B: Rihanna
- Beste Hip-Hop: Kanye West
- Beste Alternatieve Artiest/Groep: Muse
- Beste Nummer: Gnarls Barkley, "Crazy"
- Beste Video: Justice en Simian, "We Are Your Friends"
- Beste Album: Red Hot Chili Peppers, Stadium Arcadium
- Beste Nieuwe Artiest/Groep: Gnarls Barkley
- Beste Adriatische Act: Aleksandra Kovač (Servië)
- Beste Afrikaanse Act: Freshlyground (Zuid-Afrika)
- Beste Baltische Act: Brainstorm (Letland)
- Beste Deense Act: Outlandish
- Beste Nederlandse of Belgische Act: Anouk (Nederland)
- Beste Finse Act: Poets of the Fall
- Beste Franse Act: Diam's
- Beste Duitse Act: Bushido
- Beste Italiaanse Act: Finley
- Beste Noorse Act: Marit Larsen
- Beste Poolse Act: Blog 27
- Beste Portugese Act: Moonspell
- Beste Roemeense Act: DJ Project
- Beste Russische Act: Dima Bilan
- Beste Spaanse Act: La Excepción
- Beste Zweedse Act: Snook
- Beste Britse of Ierse Act: The Kooks (Verenigd Koninkrijk)

### 2007
- Album: Nelly Furtado, Loose
- Inter Act: Tokio Hotel
- Artist's Choice (Artiesten Keuze): Amy Winehouse
- Most Addictive Track (Meest Verslavende Nummer): Avril Lavigne met Girlfriend
- Video Star: Justice met D.A.N.C.E
- Rock Out (Beste rock): 30 Seconds to Mars
- Band: Linkin Park
- Ultimate Urban (Beste urban): Rihanna
- Headliner (Beste live): Muse
- Solo: Avril Lavigne
- New Sounds of Europe (Nieuwe Europese groepen): Bedwetters uit Estland
- Free Your Mind: Anton Abele uit Zweden
- Beste Deense act: Nephew
- Beste Duitse act: Bushido
- Beste Franse act: Justice
- Beste Italiaanse ace: J-Ax
- Beste Adriatische act: Van Gogh (Servië)
- Beste Nederlandse/Belgische act: Within Temptation
- Beste Poolse Act: Doda
- Beste Finse Act: Negative
- Beste Britse/Ierse act: Muse
- Beste Portugese act: Da Weasel
- Beste Roemeense act: Andrea Banica
- Beste Noorse act: El Axel
- Beste Zweedse act: Neverstore
- Beste Baltische act: Jurga
- Beste Spaanse act: Violadores del Verso
- Beste Turkse act: Ceza
- Beste Hongaarse act: Ákos
- Beste Russische act: Dima Bilan
- Beste Afrikaanse act: D'banj
- Beste Arabische act: Rashed Al-Majed
- Beste Oekraïense act: Lama

### 2008
- Ultimate Legend Award: Paul McCartney
- Europe's favourite act: Emre Aydin (Turkije)
- Rock Out: 30 Seconds to Mars
- Ultimate Urban: Kanye West
- Act of 2008: Britney Spears
- Best New Act: Katy Perry
- Best Act Ever: Rick Astley
- Most Addictive Track: Pink - So What
- Headliner: Tokio Hotel
- Album of the Year: Britney Spears - Blackout
- Beste Video: 30 Seconds to Mars: "A Beautiful Lie"
- Beste Nederlandse/Belgische act: De Jeugd van Tegenwoordig

### 2009
- Best European Act: maNga
- Best Song: Beyoncé - Halo
- Best Live Act: U2
- Best Group: Tokio Hotel
- Best New Act: Lady Gaga
- Best Male: Eminem
- Best Female: Beyoncé
- Best Urban: Jay-Z
- Best Rock: Green Day
- Best Alternative: Placebo
- Best Video: Beyoncé - Single Ladies (Put a Ring on It)
- Best Push Artist: Pixie Lott
- Best World Stage Performance: Linkin Park
- Beste Nederlandse/Belgische act: Esmée Denters

### 2010
- Best Song: Lady Gaga — "Bad Romance"
- Best Video: Katy Perry (featuring Snoop Dogg) — "California Gurls"
- Best Female: Lady Gaga
- Best pop: Lady Gaga
- Best Male: Justin Bieber
- Best New Act: Ke$ha
- Best Rock: 30 Seconds to Mars
- Best Alternative: Paramore
- Best Hip-Hop: Eminem
- Best Live Act: Linkin Park
- Best World Stage Performance: Tokio Hotel
- Best Push Act: Justin Bieber
- Best European Act: Marco Mengoni
- Global Icon: Bon Jovi
- Free Your Mind: Shakira
- Best Dutch and Belgian Act: Caro Emerald

### 2011
- Best Song: Lady Gaga - "Born This Way"
- Best Video: Lady Gaga - "Born This Way"
- Best Female: Lady Gaga
- Best Male: Justin Bieber
- Best Pop: Justin Bieber
- Best New Act: Bruno Mars
- Best Rock: Linkin Park
- Best Alternative: 30 Seconds to Mars
- Best Hip-Hop: Eminem
- Best Live Act: Katy Perry
- Best World Stage Performance: 30 Seconds to Mars
- Best Push Act: Bruno Mars
- Global Icon: Queen
- Biggest Fans: Lady Gaga
- Best Dutch Act: Ben Saunders
- Best Belgian Act: dEUS
- Best Worldwide Act: Big Bang

### 2012
- Best Song: Carly Rae Jepsen - "Call Me Maybe"
- Best Video: PSY - "Gangnam Style"
- Best Female: Taylor Swift
- Best Male: Justin Bieber
- Best Pop: Justin Bieber
- Best New Act: One Direction
- Best Rock: Linkin Park
- Best Alternative: Lana Del Rey
- Best Hip-Hop: Nicki Minaj
- Best Live Act: Taylor Swift
- Best World Stage Performance: Justin Bieber
- Best Push Act: Carly Rae Jepsen
- Biggest Fans: One Direction
- Best Electric: David Guetta
- Best Look: Taylor Swift
- Best Dutch Act: Afrojack
- Best Belgian Act: Milow
- Best Worldwide Act: Han Geng

### 2013
- Best Song: Bruno Mars - Locked Out of Heaven
- Best Video: Miley Cyrus - Wrecking Ball
- Best Female: Katy Perry
- Best Male: Justin Bieber
- Best Pop: One Direction
- Best New Act: Macklemore & Ryan Lewis
- Best Rock: Green Day
- Best Alternative: Thirty Seconds to Mars
- Best Hip-Hop: Eminem
- Best Live Act: Beyoncé
- Best World Stage Performance: Chris Lee
- Best Push Act: Austin Mahone
- Biggest Fans: Tokio Hotel
- Best Electric: Avicii
- Best Look: Harry Styles
- Best Dutch Act: Kensington
- Best Belgian Act: Stromae
- Best Worldwide Act: Eminem

### 2014
- Best Song: Ariana Grande (featuring Iggy Azalea) - Problem
- Best Video: Katy Perry (featuring Juicy J) - Dark Horse
- Best Female: Ariana Grande
- Best Male: Justin Bieber
- Best Pop: One Direction
- Best New Act: 5 Seconds of Summer
- Best Rock: Linkin Park
- Best Alternative: Thirty Seconds to Mars
- Best Hip-Hop: Nicki Minaj
- Best Live Act: One Direction
- Best World Stage Performance: Enrique Iglesias
- Best Push Act: 5 Seconds of Summer
- Biggest Fans: One Direction
- Best Look: Katy Perry
- Best Dutch Act: Kensington
- Best Belgian Act: Dimitri Vegas & Like Mike
- Best Worldwide Act: Bibi Zhou
- Global Icon: Ozzy Osbourne

### 2015
- Best Song: Taylor Swift (featuring Kendrick Lamar) - Bad Blood
- Best Video: Macklemore & Ryan Lewis - Downtown
- Best Female: Rihanna
- Best Male: Justin Bieber
- Best Pop: One Direction
- Best New: Shawn Mendes
- Best Rock: Coldplay
- Best Alternative: Lana Del Rey
- Best Hip-Hop: Nicki Minaj
- Best Live Act: Ed Sheeran
- Best World Stage Performance: Ed Sheeran
- Best Electronic: Martin Garrix
- Best Push Act: Shawn Mendes
- Biggest Fans: Justin Bieber
- Best Look: Justin Bieber
- Best Dutch Act: Kensington
- Best Worldwide Act: Marco Mengoni
- Best Video Visionary: Duran Duran
- Best Collaboration: Justin Bieber ft Skrillex & Diplo - Where Are Ü Now

### 2016
- Best Song: Justin Bieber - Sorry
- Best Video: The Weeknd (featuring Daft Punk) - Starboy
- Best Female: Lady Gaga
- Best Male: Shawn Mendes
- Best New: Zara Larsson
- Best Pop: Fifth Harmony
- Best Electronic: Martin Garrix
- Best Rock: Coldplay
- Best Alternative: Twenty One Pilots
- Best Hip-Hop: Drake
- Best Live Act: Twenty One Pilots
- Best World Stage Performance: Martin Garrix
- Best Push Act: DNCE
- Biggest Fans: Justin Bieber
- Best Look: Lady Gaga
- Global Icon: Green Day
- Best UK Act: Little Mix
- Best German Act: Max Giesinger
- Best Dutch Act: Broederliefde
- Best Belgian Act: Emma Bale
- Best US Act: Ariana Grande
- Best Canadian Act: Shawn Mendes

### 2017
- Best Song: Shawn Mendes - There’s Nothing Holdin’ Me Back
- Best Artist: Shawn Mendes
- Best Look: Zayn
- Best Video: Kendrick Lamar - Humble
- Best International act: Lil' Kleine
- Best New: Dua Lipa
- Best Pop: Camila Cabello
- Best Electronic: David Guetta
- Best Rock: Coldplay
- Best Alternative: 30 Seconds To Mars
- Best Hip-Hop: Eminem
- Best Live Act: Ed Sheeran
- Best World Stage Performance: The Chainsmokers – Live from Isle of MTV Malta 2017
- Best Push Act: Hailee Steinfeld
- Biggest Fans: Shawn Mendes
- Global Icon: U2
- Best UK Act: Louis Tomlinson
- Best German Act: Wincent Weiss
- Best Dutch Act: Lil' Kleine
- Best Belgian Act: Loïc Nottet
- Best US Act: Fifth Harmony
- Best Canadian Act: Shawn Mendes

### 2018
- Best Song: Camila Cabello - Havana (feat. Young Thug)
- Best Artist: Camila Cabello
- Best Video: Camila Cabello - Havana (feat. Young Thug)
- Best International act: $hirak
- Best New: Cardi B
- Best Group: BTS
- Best Pop: Dua Lipa
- Best Hip-Hop: Nicki Minaj
- Best Rock: 5 Seconds of Summer
- Best Alternative: Panic! at the Disco
- Best Electronic: Marshmello
- Best Live: Shawn Mendes
- Best Push: Grace VanderWaal
- Best World Stage: Alessia Cara
- Best Look: Nicki Minaj
- Biggest Fans: BTS
- Global Icon: Janet Jackson
- Best Worldwide Act: $hirak
- Best UK & Ireland Act: Little Mix
- Best German Act: Mike Singer
- Best Dutch Act: $hirak
- Best Belgian Act: Dimitri Vegas & Like Mike
- Best US Act: Camila Cabello
- Best Canadian Act: Shawn Mendes

### 2019
- Best Song: Billie Eilish - "bad guy"
- Best Video: Taylor Swift (featuring Brendon Urie of Panic! at the Disco) - "ME!"
- Best Artist: Shawn Mendes
- Best New: Billie Eilish
- Best Collaboration: Rosalía en J Balvin featuring El Guincho - "Con altura"
- Best Group: BTS
- Best Pop: Halsey
- Best Hip-Hop: Nicki Minaj
- Best Rock: Green Day
- Best Alternative: FKA Twigs
- Best Electronic: Martin Garrix
- Best Live: BTS
- Best Push: Ava Max
- Best World Stage: Muse (Bilbao, Spanje)
- Best Look: Halsey
- Biggest Fans: BTS
- Rock Icon: Liam Gallagher
- Best Worldwide Act: Snelle
- Best UK & Ireland Act: Little Mix
- Best German Act: Juju
- Best Dutch Act: Snelle
- Best Belgian Act: MATTN
- Best US Act: Taylor Swift
- Best Canadian Act: Johnny Orlando

## 2020
De ceremonie vond plaats in een televisiestudio in Londen.
- Best Song: BTS - "Dynamite"
- Best Video: BTS - "Dynamite"
- Best Collab: Karol G & Nicki Minaj - "Tusa"
- Best Artist: Lady Gaga
- Best Group: BTS
- Best New: Doja Cat
- Best Pop: Little Mix
- Best Electronic: David Guetta
- Best Rock: Coldplay
- Best Alternative: Hayley Williams
- Best Hip Hop: Cardi B
- Best Latin: Karol G
- Best Virtual Live: BTS
- Best Push: Yungblud
- Biggest Fans: BTS
- Video for Good: H.E.R. - I Can't Breathe
- Best Belgian: Angèle
- Best Dutch: Emma Heesters

## 2021
- Best Song: Ed Sheeran - "Bad Habits"
- Best Video: Lil Nas X - Montero (Call Me By Your Name)"
- Best Collab: Doja Cat & SZA - Kiss Me More"
- Best Artist: Ed Sheeran
- Best Group: BTS
- Best New: Saweetie
- Best Pop: BTS
- Best Electronic: David Guetta
- Best Rock: Måneskin
- Best Alternative: Yungblud
- Best Hip-Hop: Nicki Minaj
- Best Latin: Maluma
- Best K-Pop: BTS
- Best Push: Olivia Rodrigo
- Biggest Fans: BTS
- Video for Good: Billie Eilish - "Your Power"